# Lamellidea microstoma
Lamellidea microstoma es una especie de molusco gasterópodo de la familia Achatinellidae en el orden de los Stylommatophora.

## Distribución geográfica
Se dencuentra en Guam e Islas Marianas del Norte.  